# Faro dell'isola di Five Finger
Il faro dell'isola di Five Finger è un faro situato su di una piccola isola nel sudest dell'Alaska, Stati Uniti. Acceso per la prima volta nel marzo del 1902, insieme a quello di Sentinel Island è stato il primo faro attivato dal governo statunitense in Alaska.

## Storia
Nel 1901 vennero stanziati 22.500 dollari per la costruzione di un faro in legno nella parte meridionale dell'isola di Five Finger. Completata nel 1902, la struttura si presentava di forma rettangolare con un tetto da cui spuntava una piccola torre quadrata dotata di una lente Fresnel che produceva un raggio di luce bianca fisso. 
L'intero edificio fu distrutto dalle fiamme nel dicembre del 1933 e venne ricostruito in cemento nel 1935, per poi essere automatizzato nel 1984.
Il faro è entrato a far parte del National Register of Historic Places nel 2004.

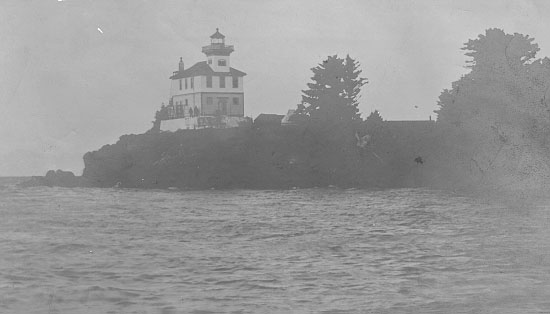
Il faro nel 1902.